# Paul Nash
Paul Nash (ur. 11 maja 1889 w Londynie, zm. 11 lipca 1946 w Boscombe) – brytyjski artysta, autor prac o tematyce wojennej.
Urodził się 11 maja 1889 w Londynie. Studiował w Slade School of Fine Art. W trakcie I wojny światowej walczył na froncie zachodnim. W 1917 stał się artystą wojennym, działającym na zlecenie rządu brytyjskiego. 
W okresie międzywojennym eksperymentował z surrealizmem. Po wybuchu II wojny światowej w 1940 ponownie został artystą wojennym. Stworzył wówczas m.in. obraz Bitwa o Anglię. 
Był starszym bratem artysty Johna Nasha.
Zmarł 11 lipca 1946. 

## Galeria

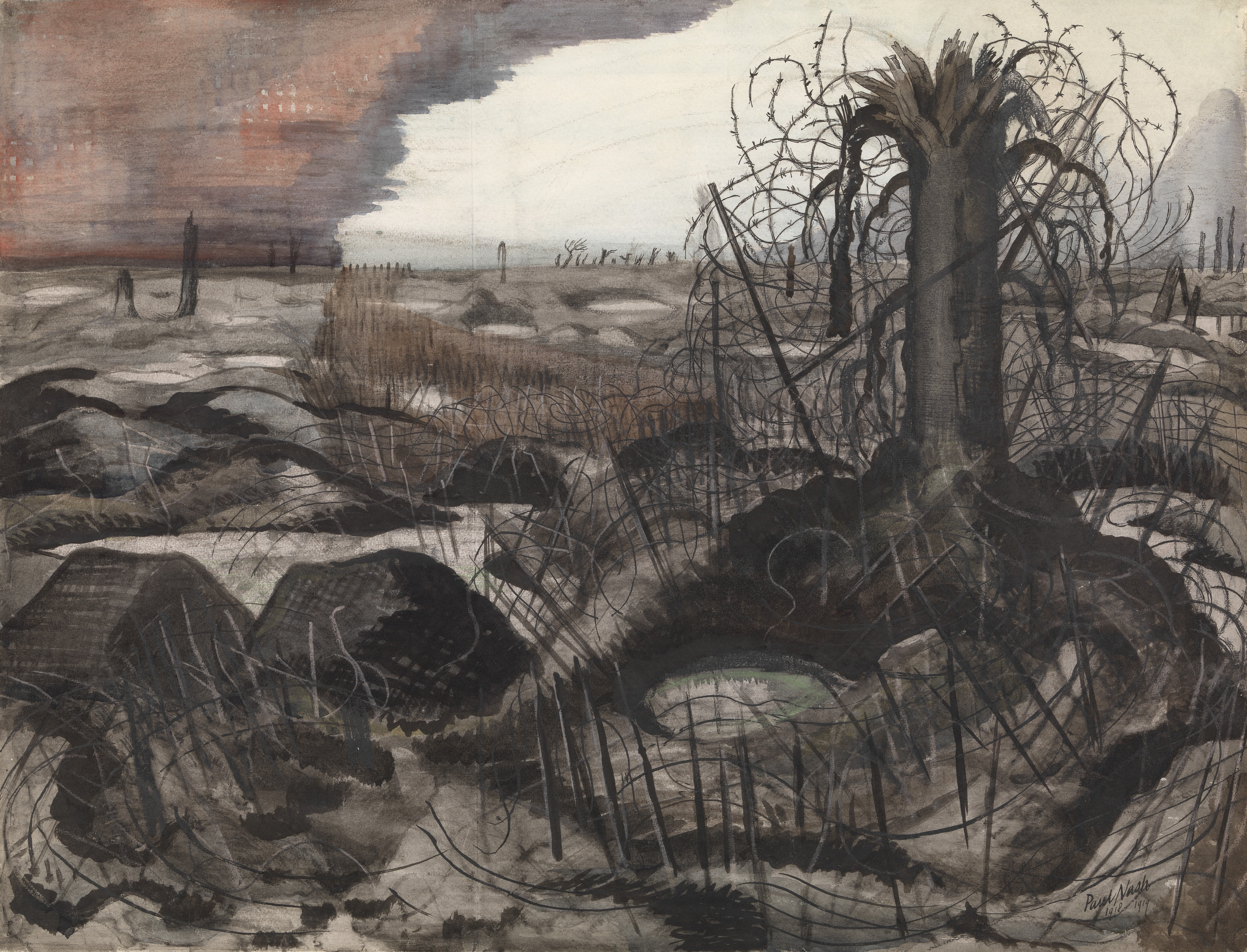
Wire (1918-1919)
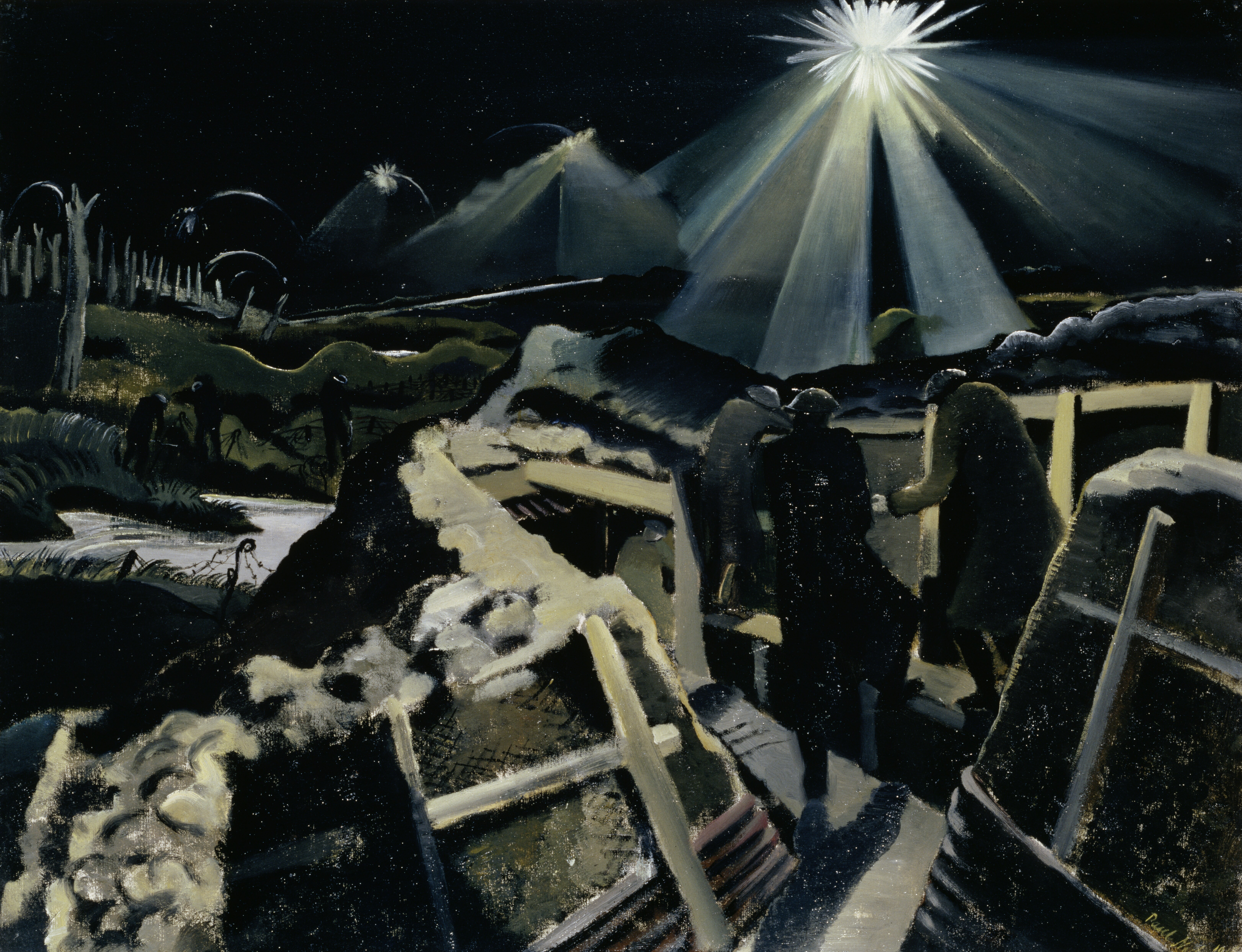
The Ypres Salient at Night (1918)
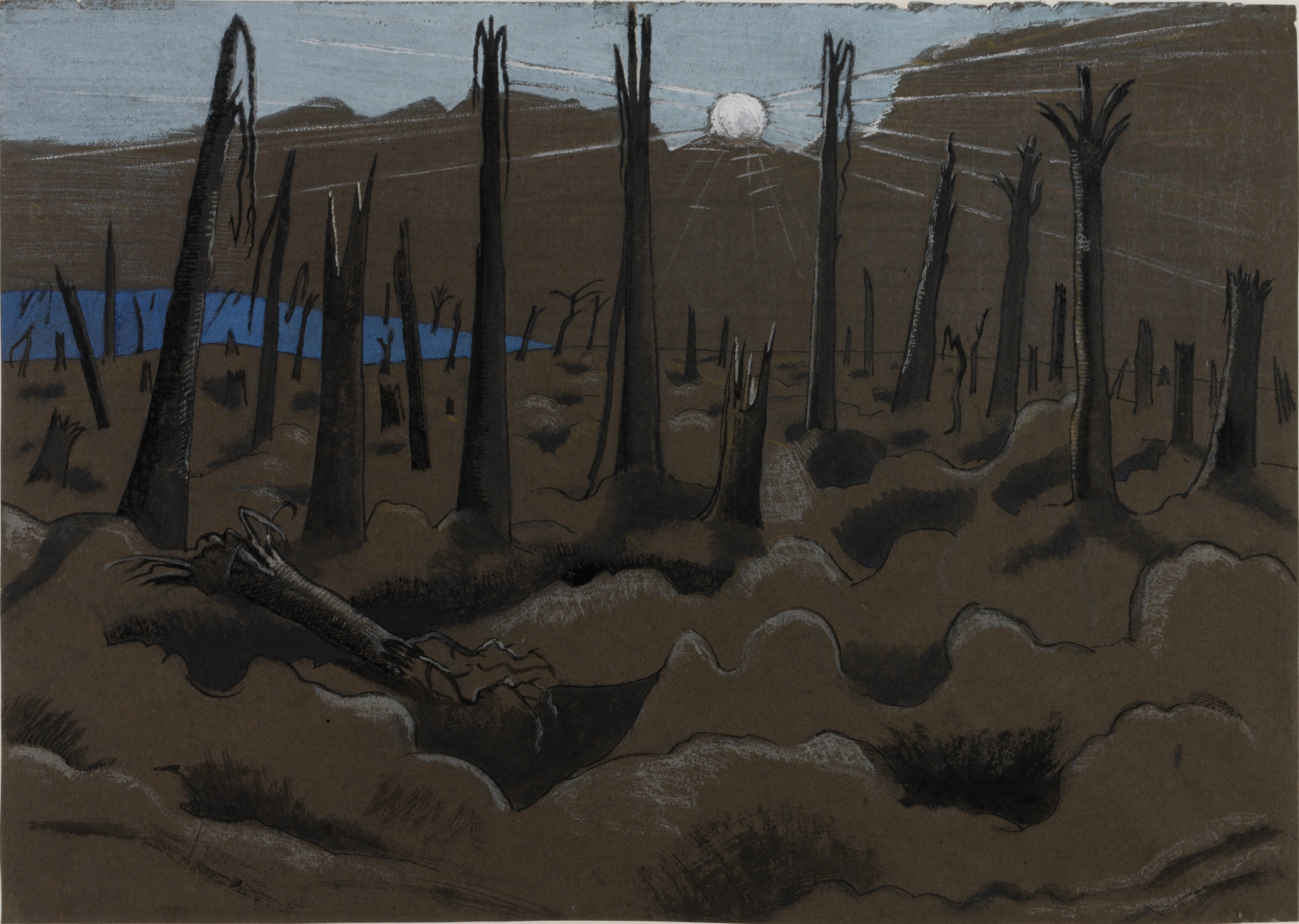
Sunrise, Inverness Copse (1918)
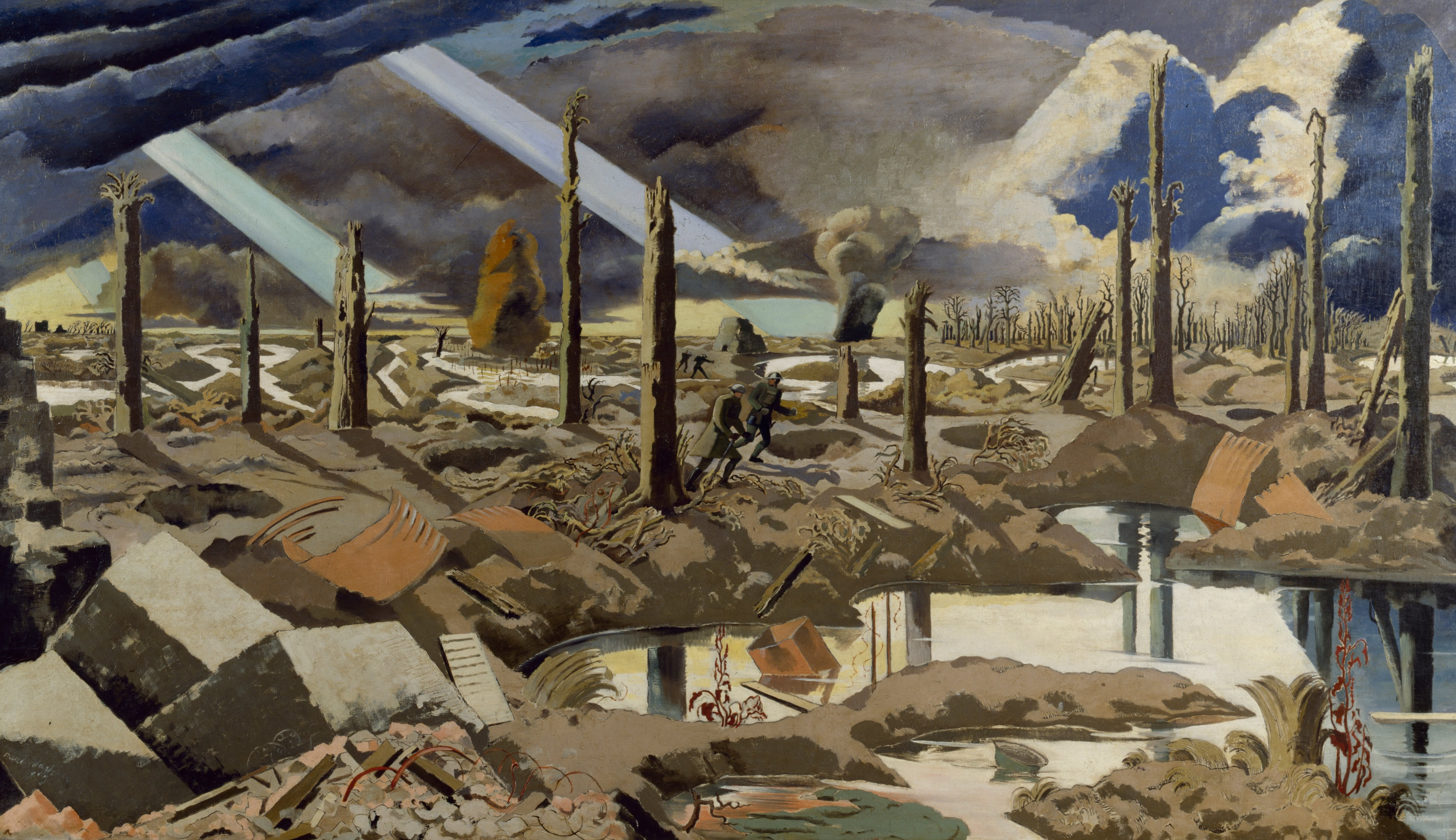
The Menin Road (1918)